# USS Experiment (1799)

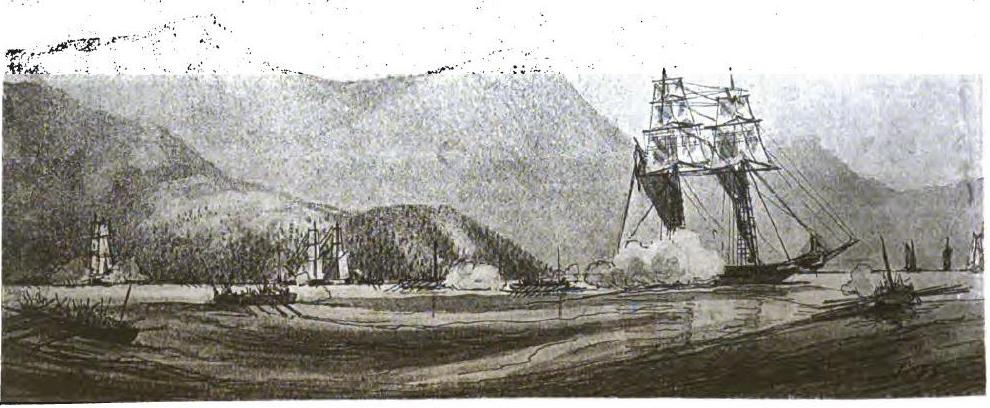
USS Experiment in gevecht op 1 januari 1800.

De eerste USS Experiment met tewaterlatingsjaar 1799 was een schoener van de United States Navy tijdens de Quasi-oorlog met Frankrijk.

## Geschiedenis
De USS Experiment werd gebouwd in 1799 te Baltimore, Maryland, en koos eind november 1799 voor het eerst zee, met luitenant W. Maley als bevelhebber.
De USS Experiment voegde zich bij het eskader van kapitein Silas Talbot nabij Santo Domingo, en voor een periode van zeven maanden kruiste ze tegen de Franse kapers in de Caraïben, waarbij ze verschillende vijandelijke schepen buitmaakte. Op 1 januari 1800, toen ze in luwte van de Baai van Léogâne lag met een konvooi van vier koopvaardijschepen, werd de USS Experiment aangevallen door elf kleine gewapende piratenschepen, bemand met ongeveer 400 à 500 boekaniers.
In de daaropvolgende strijd, die zeven uur duurde, enterden de piraten een van de koopvaardijschepen en doodden de kapitein en sleepten twee andere koopvaardijschepen af waarvan de bemanning op de vlucht was geslagen. De USS Experiment liet twee van de aanvallende schepen zinken en doodde en verwondde vele piraten, terwijl er van hun eigen matrozen slechts één gewond raakte.
In het begin van de maand juli 1800 kwam de USS Experiment aan op de Delaware River, waar de schoener een grote opknapbeurt kreeg en opnieuw werd uitgerust en bevoorraad, waarna ze terugkeerde naar West-Indië. Weer was ze succesvol in haar patrouilles tegen de Franse vijanden en kaapte ze verscheidene oorlogsschepen. Op één daarvan bevond zich een hooggeplaatst legerofficier. Daarna heroverde ze een aantal Amerikaanse koopvaardijschepen uit Franse handen, en in januari 1801, redde ze 65 Spanjaarden van het schip Eliza, die op een rif van het eiland Saona vastgelopen was.
De USS Experiment keerde terug naar Norfolk, Virginia in het begin van februari 1801 en werd daarna opgelegd tot augustus, toen ze terugvoer naar Baltimore. Daar werd ze verkocht in oktober 1801.

## Literaire referenties
De USS Experiment was het (model)schip dat onder bevel stond van de hoofdpersoon van een roman, getiteld "The Raider", geschreven door Walter Jon Williams. In deze roman was de USS Experiment het zusterschip van de USS Enterprise en werd het door de United States Navy ingezet in de Oorlog van 1812. De held in de roman had dienstgedaan aan boord van de USS Experiment als een nieuwe aankomend midshipsman (adelborst) in 1805, en als bevelhebber in 1812. Toen leidde hij een succesvolle campagne tegen de handelsvloten rondom Groot-Brittannië.

## USS Experiment(1799)
- Type: Schoener - United States Navy
- Gebouwd: 1799 - Baltimore, Maryland
- Te water gelaten: november 1799
- Einde: Verkocht in oktober 1801

### Algemene kenmerken
- Waterverplaatsing: 135 ton
- Lengte 84,7 voet - 25,80 m
- Breedte: 22,60 voet - 6,90 m
- Diepgang: 9,60 voet - 2,90 m
- Voortstuwing: Gezeild (twee masten en boegspriet)
- Bemanning: 70 officieren en matrozen
- Bewapening: 12 x 6-pounder kanonnen dus met kanonskogels van 3 kg, telkens 6 kanonnen aan bakboord en stuurboord